# Station Blackburn
Blackburn is een spoorwegstation van National Rail in Blackburn, Blackburn with Darwen in Engeland. Het station is eigendom van Network Rail en wordt beheerd door Northern Rail. Het station is geopend in 1846 en het gebouw is Grade II listed.

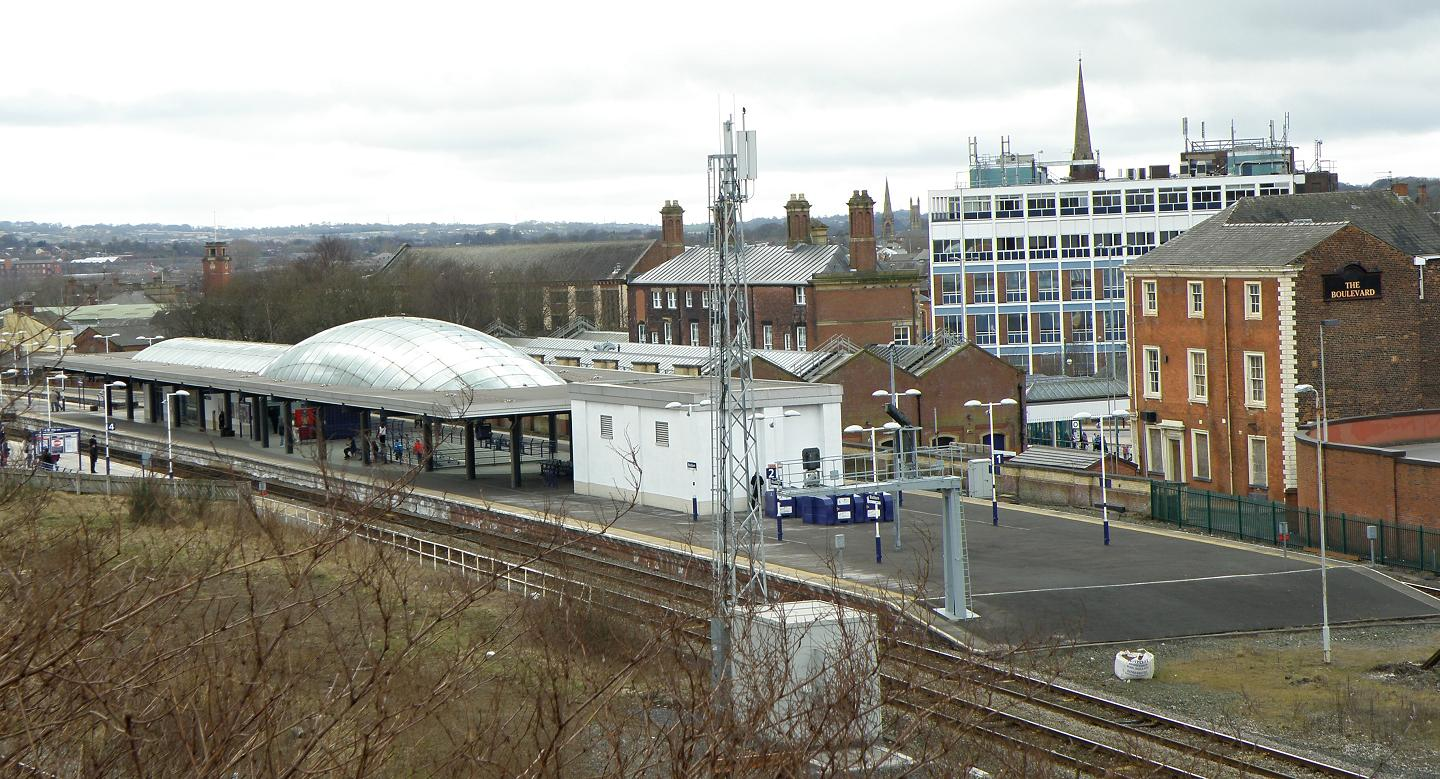
Perrons (2010)